# Liste der Mitglieder des Landtages (Land Thüringen) (7. Wahlperiode)
Diese Liste gibt einen Überblick über alle Mitglieder des Landtages des Landes Thüringen in der 7. Wahlperiode (1933). Am 5. März 1933 erfolgte die Wahl zum Reichstag, die Wahlbeteiligung betrug 90,10 %. Der siebente Thüringer Landtag wurde aufgrund des Gleichschaltungsgesetzes analog dieses Wahlergebnisses neu gebildet. Der Landtag konstituierte sich am 1. Mai 1933, die letzte Sitzung fand am 15. Mai 1933 statt, die Legislaturperiode dauerte bis zum 14. Oktober 1933.

## Sitzverteilung
| Partei oder Wahlliste                    | Stimmenanteil in % | Sitze    | Veränderung (Sitze) |
| ---------------------------------------- | ------------------ | -------- | ------------------- |
| NSDAP                                    | 47,60 %            | 29 Sitze | + 3 Sitze           |
| SPD1                                     | 20,62 %            | 13 Sitze | - 2 Sitze           |
| KPD2                                     | 15,28 %            | 10 Sitze | ±0 Sitze            |
| Kampffront Schwarz-Weiß-Rot (DNVP, ThLB) | 12,41 %            | 8 Sitze  | + 8 Sitze           |

1 Die Zuteilung von Sitzen der SPD wurde aufgrund der „Verordnung zur Sicherheit der Staatsführung“ vom 7. Juli 1933 (Reichsgesetzblatt I, S. 462) unwirksam; die sozialdemokratischen Abgeordneten wurden bereits am 23. Juni 1933 von der Ausübung ihres Mandates ausgeschlossen.

2 Die Zuteilung von Sitzen der KPD wurde aufgrund des „Gleichschaltungsgesetzes“ vom 31. März 1933 (Reichsgesetzblatt I, S. 153) unwirksam.

## Landtagsvorstand
- Landtagspräsident: Fritz Hille (NSDAP)
- 1. Vizepräsident: Paul Theuerkauf (NSDAP)
- 2. Vizepräsident: Erich Theilig (NSDAP)
- Alterspräsident: Amt entfallen

## Mitglieder
| Name                           | Lebensdaten | Wahlvorschlag (Partei)             | Anmerkungen |
| ------------------------------ | ----------- | ---------------------------------- | --- |
| Fritz Barth                    | 1902–1987   | SPD                                | Mandat niedergelegt am 20. Juni 1933 (kein Nachfolger)                                                          |
| Heinrich Bichmann              | 1884–1945   | NSDAP                              | |
| Bruno Bieligk                  | 1889–1969   | SPD                                | ab 23. Juni 1933 von der Ausübung des Mandats ausgeschlossen, Mandat entzogen am 7. Juli 1933 (kein Nachfolger) |
| Hermann Brill                  | 1895–1959   | SPD                                | Mandat niedergelegt am 20. Juni 1933 (kein Nachfolger)                                                          |
| Wilhelm Busch                  | 1892–1968   | NSDAP                              | |
| Heinrich Dietzsch              | 1884–1957   | Kampffront Schwarz-Weiß-Rot (ThLB) | ab 1. Mai 1933 Mitglied der NSDAP-Fraktion und der NSDAP                                                        |
| Willy Eberling                 | 1902–1974   | SPD                                | Mandat niedergelegt am 20. Juni 1933 (kein Nachfolger)                                                          |
| Herbert Eckstein               | 1899–1980   | Kampffront Schwarz-Weiß-Rot (ThLB) | ab 1. Mai 1933 Mitglied der NSDAP-Fraktion und der NSDAP                                                        |
| Friedrich von Eichel-Streiber  | 1876–1943   | Kampffront Schwarz-Weiß-Rot (DNVP) | |
| Hermann Gründler               | 1897–1973   | SPD                                | Mandat niedergelegt am 20. Juni 1933 (kein Nachfolger)                                                          |
| Hans Gurski                    | 1904–n.e.   | NSDAP                              | |
| Paul Hennicke                  | 1883–1967   | NSDAP                              | |
| Emil Herfurth                  | 1877–1951   | Kampffront Schwarz-Weiß-Rot (DNVP) | |
| Karl Hermann                   | 1885–1973   | SPD                                | Mandat niedergelegt am 24. Juni 1933 (kein Nachfolger)                                                          |
| Georg Heinrich Heuchel         | 1890–1972   | Kampffront Schwarz-Weiß-Rot (ThLB) | ab 1. Mai 1933 Mitglied der NSDAP-Fraktion und der NSDAP                                                        |
| Willy Heunsch                  | 1884–1943   | Kampffront Schwarz-Weiß-Rot (ThLB) | ab 1. Mai 1933 Mitglied der NSDAP-Fraktion und der NSDAP                                                        |
| Fritz Hille                    | 1882–1959   | NSDAP                              | |
| Hermann Jacob                  | 1899–1977   | NSDAP                              | |
| Arno Jahn                      | 1897–n.e.   | NSDAP                              | |
| Paul Junghanns                 | 1879–1942   | NSDAP                              | |
| Paul Kieß                      | 1894–1941   | SPD                                | Mandat niedergelegt am 1. Juli 1933 (kein Nachfolger)                                                           |
| Walter Kister                  | 1905–1945   | SPD                                | Mandat niedergelegt am 20. Juni 1933 (kein Nachfolger)                                                          |
| Walter Kürzel                  | 1892–1946   | NSDAP                              | |
| Paul Lärtz                     | 1885–1967   | SPD                                | Mandat niedergelegt am 20. Juni 1933 (kein Nachfolger)                                                          |
| Curt Ludwig                    | 1902–1989   | NSDAP                              | |
| Hans Ludwig                    | 1894–1943   | NSDAP                              | |
| Erich Mäder                    | 1897–1934   | SPD                                | Mandat niedergelegt am 20. Juni 1933 (kein Nachfolger)                                                          |
| Willy Marschler                | 1893–1952   | NSDAP                              | |
| Walter Ortlepp                 | 1900–1971   | NSDAP                              | |
| Paul Papenbroock               | 1894–1945 1 | NSDAP                              | |
| Fritz Paschold                 | 1888–1972   | NSDAP                              | |
| Rudi Peuckert                  | 1908–1946   | NSDAP                              | |
| Georg Popp                     | 1891–1959   | Kampffront Schwarz-Weiß-Rot (DNVP) | |
| Karl Reinhardt                 | 1905–1968   | NSDAP                              | |
| Karl Rompel                    | 1888–1937   | NSDAP                              | |
| Emma Sachse                    | 1887–1965   | SPD                                | Mandat niedergelegt am 20. Juni 1933 (kein Nachfolger)                                                          |
| Fritz Sauckel                  | 1894–1946   | NSDAP                              | |
| Hans Sauer                     | 1894–1934   | NSDAP                              | |
| Fritz Schlusnus                | 1890–1939   | NSDAP                              | |
| Artur Schöneburg               | 1905–1959   | SPD                                | Mandat niedergelegt am 20. Juni 1933 (kein Nachfolger)                                                          |
| Alexander Freiherr von Seebach | 1900–1991   | Kampffront Schwarz-Weiß-Rot (ThLB) | ab 1. Mai 1933 Mitglied der NSDAP-Fraktion und der NSDAP                                                        |
| Paul Spindler                  | 1872–n.e.   | NSDAP                              | |
| Otto Stegmann                  | 1878–1935   | SPD                                | Mandat niedergelegt am 20. Juni 1933 (kein Nachfolger)                                                          |
| Erich Theilig                  | 1886–1959   | NSDAP                              | |
| Paul Theuerkauf                | 1889–1945   | NSDAP                              | |
| Paul Thodte                    | 1890–1983   | NSDAP                              | |
| Friedrich Voigt                | 1892–1957   | NSDAP                              | |
| Fritz Wächtler                 | 1891–1945   | NSDAP                              | |
| Richard Walther                | 1888–1980   | NSDAP                              | |
| Otto Weber                     | 1894–1973   | NSDAP                              | |